# Фрідріх Вільгельм Бюлов фон Денневіц
Барон Фрідріх Вільгельм фон Бюлов, з 7 серпня 1814 року — граф фон Денневітц (нім. Friedrich Wilhelm Freiherr von Bülow, Graf von Dennewitz; 16 лютого 1755, Фалькенберг — 25 лютого 1816, Кенігсберг) — прусський воєначальник, генерал піхоти (4 квітня 1814).

## Біографія
Старший брат військового письменника Дітріха Генріха фон Бюлова . Поступив на службу в 1769 році. 
У війні четвертої коаліції був бригадним генералом в корпусі Лестока. Воював під Торном, Данцигом, а 5 лютого 1807 року був поранений під Вальтерсдорф. У 1812 році за поданням Людвіга Йорка був призначений губернатором Східної і Західної Пруссії. Під час відступу французів з Росії, Бюлов встиг організувати значну масу військ, над якою йому, на початку 1813 року, доручено було начальство на правах корпусного командира. 
З цього часу починається видатний період діяльності Бюлова. 5 квітня він розбив французів під Мекерном, 2 травня взяв Галле і 4 червня втримав наступ маршала Шарля Удіно, який загрожував Берліну, у Луккау. Потім Бюлов брав зі своїм корпусом блискучу участь в боях при Грос-Берені (23 серпня) і Денневіці (6 вересня). У 1815 році Бюлов брав участь у вторгненні в Францію. Бюлов не брав участі в битві при Лінь, але при Ватерлоо корпус Бюлова першим з армії Блюхера вийшов у фланг Наполеону. 9 липня 1815 року війська Бюлова вступили в Париж. 11 січня 1816 року Фрідріх Вільгельм фон Бюлов повернувся на свою посаду в Кенігсберг, де і помер через півтора місяці.

## Нагороди
- Pour le Mérite з дубовим листям
  - орден (17 липня 1793)
  - дубове листя (1813)
- Залізний хрест 2-го і 1-го класу
- Великий хрест Залізного хреста (15 вересня 1813)
- Орден Меча, великий хрест (Швеція, 22 листопада 1813)
- Орден Червоного орла 1-го класу (11 грудня 1813)
- Орден Святого Георгія 2-го ступеня (Російська імперія; 28 лютого 1814)
- Орден Чорного орла (3 квітня 1814)
- Військовий орден Марії Терезії, командорський хрест (Австрійська імперія; 18 травня 1814)
- Графський титул (7 серпня 1814)
- Почесний доктор університетів Оксфорда і Берліна (1814)
- Орден Почесного легіону, великий хрест (Франція, 15 лютого 1815)
- Земельні ділянки Грюнгофф і Нойгаузен біля Кенігсберга (1 червня 1815)
- Орден Віллема, великий хрест (Нідерланди; 28 липня 1815)
- Орден Військових заслуг, великий хрест (Франція; 1816, посмертно)

## Вшанування пам'яті
- В 1822 році в Берліні була побудована скульптура Бюлова.
- 27 січня 1889 року імператор Вільгельм II дав піхотному полку № 55 почесну назву — піхотний полк «Граф Бюлов фон Денневіц» (6-й Вестфальський) № 55.
- На честь Бюлова названі вулиці у численних населених пунктах Німеччини (Bülowstraße).